# Service d'État des situations d'urgence
Pour les articles homonymes, voir Ministère des Situations d'urgence.
Le Service d'État des situations d'urgence (arménien : Արտակարգ իրավիճակների պետական ծառայություն ; russe : Государственная служба чрезвычайных ситуаций) est un organe d'administration du Haut-Karabagh (république d'Artsakh).